# Аккузін Анатолій Всеволодович
Акку́зін Анато́лій Все́володович (6 квітня 1953, село Паслоково) — удмуртський і російський спортсмен, майстер спорту міжнародного класу з марафонного бігу (1979). Вихованець сільської ДСО «Урожай». Працює та живе у Глазові.
Закінчив Глазовський сільськогосподарський технікум в 1971 році за спеціальністю інженер-механік. Під час навчання в технікумі активно займався лижним спортом та легкою атлетикою під керівництвом В. А. Лімонова. З 1976 року спеціалізувався на бігу на довгі дистанції.
Став чемпіоном РРФСР з марафонного бігу в 1978 році. 1979 року зайняв 4 місце на спартакіаді народів РРФСР, в 1980 році зайняв 4 місце на чемпіонаті СРСР.